# Murgești (Buzău)
Murgești is een Roemeense gemeente in het district Buzău.
Murgești telt 1096 inwoners.